# Satan Sanderson
Satan Sanderson è un film muto del 1915 diretto da J.W. Noble (John W. Noble). La sceneggiatura si basa sull'omonimo romanzo di Hallie Erminie Rives pubblicato a Indianapolis nel 1907.

## Trama
Hugh Stires è un giovanotto che vive una vita piuttosto sregolata, provocando l'indignazione di suo padre David che lo reputa un dissoluto e che, per questo motivo, decide di diseredarlo. Tutta la sua fortuna dovrebbe andare così alla sua pupilla, Jessica, una ragazza cieca che, però, non trova giusta la decisione di Stires. La ragazza, infatti, si rivolge a Satan Sanderson, un ministro del culto, chiedendogli di intervenire per far recedere il tutore da quel provvedimento che lei trova così iniquo. Sanderson parla con Stires, ricordando i tempi dell'università, quando sia lui che Hugh facevano parte di un gruppo di studenti ribelli e di come lui si senta in qualche modo responsabile per la cattiva via intrapresa dal giovane. Ma non convince Stires, che non cambia idea sul figlio. Jessica, che si sta innamorando di Hugh, incolpa Sanderson di non aver fatto abbastanza per aiutarlo. Lui, dal canto suo, sente di amare la ragazza. Stires, però, finisce per perdonare il figlio. Jessica, intanto, è guarita dopo essere stata sottoposta a un'operazione agli occhi e i due giovani sono alla vigilia delle nozze. Ma, durante la cerimonia, Stires si presenta con un assegno a suo nome falsificato dal figlio: minaccia di mandarlo in galera e Hugh scappa, cercando l'aiuto di Sanderson.(Altre note sulla fine del film non sono state trovate.

## Produzione
Alcune scene del film, prodotto dalla Rolfe Photoplays, vennero girato a Jacksonville, in Florida; le scene del college furono girate nel New Jersey, alla Princeton University. Autentici studenti di Princeton appaiono nel film come comparse.

## Distribuzione
In origine, avrebbe dovuto essere distribuito dalla Alco Film Corp. ma, dopo la bancarotta della società, fu il primo film distribuito dalla Metro Pictures Corporation. Il copyright del film, richiesto dalla Metro, fu registrato il 29 marzo 1915 con il numero LP6422. Nello stesso giorno, presentata da B.A. Rolfe, la pellicola uscì nelle sale cinematografiche statunitensi.
Non si conoscono copie ancora esistenti della pellicola che viene considerata presumibilmente perduta.